# 오바세니시코다이마에역
오바세니시코다이마에역 또는 오바세니시공대앞역(일본어: 小波瀬西工大前駅)은 일본 후쿠오카현 미야코 군 간다정에 위치한 규슈 여객철도 소속 철도역이며, 닛포 본선의 정차역이다.

## 역 구조
역 구내 동쪽(하행 방향을 향해 좌측)으로 철근 콘크리트로 만든 역사가 있으며, 역사 집합에 단식 홈 1면 1선, 반대 측에 섬식 홈 1면 2선을 배치한다. 역사 집합의 1번 승강장을 하행선(유쿠하시·나카쓰 방면), 제일 외측의 3 번선을 올라 본선(고쿠라·시모노세키 방면), 중앙의 2 번선을 대피선(당역에서 통과 대기를 실시하는 열차가 정차)으로 하는 2면 3선이다.
규슈 교통 기획이 역 업무를 실시하는 업무 위탁역에서, 발권 창구가 설치되어 있다. 간이형 자동 개찰기를 갖추어 SUGOCA의 이용이 가능하다.

## 역 주변
- 서일본 공업대학
- 기타큐슈 보육복지 전문대학
- 닛산자동차 규슈 공장
- 오바세 병원

## 인접 역
| 닛포 본선        | 닛포 본선 | 닛포 본선                  |
| ---------------- | --------- | -------------------------- |
| 간다 고쿠라 방면 | ■ 보통    | 유쿠하시 가고시마추오 방면 |